# العلاقات البلجيكية التوفالية
العلاقات البلجيكية التوفالية هي العلاقات الثنائية التي تجمع بين بلجيكا وتوفالو.

## مقارنة بين البلدين
هذه مقارنة عامة ومرجعية للدولتين:
| وجه المقارنة                                              | بلجيكا                                                                              | توفالو                         |
| --------------------------------------------------------- | ----------------------------------------------------------------------------------- | ------------------------------ |
| المساحة (كم2)                                             | 30.53 ألف                                                                           | 26                             |
| عدد السكان (نسمة)                                         | 11.37 مليون                                                                         | 11.19 ألف                      |
| الكثافة السكانية (ن./كم²)                                 | 372.42                                                                              | 43.04 ألف                      |
| العاصمة                                                   | بروكسل                                                                              | فونافوتي                       |
| اللغة الرسمية                                             | اللغة الهولندية، لغة فرنسية، اللغة الألمانية                                        | اللغة التوفالوية، لغة إنجليزية |
| العملة                                                    | يورو، فرنك بلجيكي                                                                   | دولار توفالو                   |
| الناتج المحلي الإجمالي (بليون دولار)                      | 492.68 مليار                                                                        | 39.73 مليون                    |
| الناتج المحلي الإجمالي (تعادل القوة الشرائية) بليون دولار | 514.74 مليار                                                                        | 38.93 مليون                    |
| الناتج المحلي الإجمالي الاسمي للفرد دولار أمريكي          | 40.32 ألف                                                                           | 3.29 ألف                       |
| الناتج المحلي الإجمالي للفرد دولار أمريكي                 | 43.44 ألف                                                                           | 3.77 ألف                       |
| مؤشر التنمية البشرية                                      | 0.890                                                                               |                                |
| رمز المكالمات الدولي                                      | +32                                                                                 | +688                           |
| رمز الإنترنت                                              | .be                                                                                 | .tv                            |
| المنطقة الزمنية                                           | توقيت وسط أوروبا، ت ع م+01:00، ت ع م+02:00، توقيت وسط أوروبا الصيفي، أوروبا/بروكسل ‏ | ت ع م+12:00                    |

## منظمات دولية مشتركة
يشترك البلدان في عضوية مجموعة من المنظمات الدولية، منها:
| علم المنظمة | اسم المنظمة                   | تاريخ انضمام بلجيكا | تاريخ انضمام توفالو |
| ----------- | ----------------------------- | ------------------- | ------------------- |
|             | الاتحاد البريدي العالمي       | ?                   | ?                   |
|             | مؤسسة التنمية الدولية         | 2 يوليو 1964        | 24 يونيو 2010       |
|             | منظمة حظر الأسلحة الكيميائية  | ?                   | ?                   |
|             | الأمم المتحدة                 | 27 ديسمبر 1945      | 5 سبتمبر 2000       |
|             | بنك التنمية الآسيوي           | 1966                | 1993                |
|             | البنك الدولي للإنشاء والتعمير | 27 ديسمبر 1945      | 24 يونيو 2010       |
|             | الاتحاد الدولي للاتصالات      | 1866                | 15 أغسطس 1996       |
|             | يونسكو                        | 29 نوفمبر 1946      | 21 أكتوبر 1991      |

## وصلات خارجية
- موقع وزارة الخارجية البلجيكية